# Beed (Distrikt)
Beed (Marathi: बीड, Bīḍ, Urdu: بیڑ Bhir, Bid) ist ein Distrikt im indischen Bundesstaat Maharashtra. 
Verwaltungssitz ist die gleichnamige Stadt Beed. In dem 10.693 km² großen Distrikt lebten im Jahre 2011 2,585,049 Menschen, 2001 waren es noch 2.161.250. 
Die Bevölkerungsdichte liegt bei 241 Einwohnern pro km². 

## Verwaltungsgliederung
Der Distrikt ist aufgeteilt in 12 Talukas aufgeteilt:
- Ambajogai
- Ashti
- Beed
- Dharmapuri
- Dharur
- Georai
- Kaij
- Majalgaon
- Parli
- Patoda
- Shirur Kasar
- Wadwani